# Італійська націоналістична асоціація
Італійська націоналістична асоціація (АНІ) (італ. Associazione Nazionalista Italiana, ANI) — перша націоналістична партія в Італії, заснована в 1910 році. Засновники — Енріко Коррадіні та Джованні Папіні. Усіляко підтримувала війну Італії з Австро-Угорщиною.

## Ідеологія
Партія не мала чітко вираженої ідеології, а до її складу входили прибічники різних видів націоналізму: авторитарного, демокритичного, поміркованого та революційного.
Коррадині стверджував, що Італія – «пролетарська нація». На його думку, капіталізм та поділ народу на класи гальмували економічний  розвиток країни, а її народ розділився за класовою ознакою. Обстоюючи соціалістичну революцію, стверджував, що для перемоги над цими проблемами знадобляться італійські націоналістичні почуття.
Коррадині, щоб описати свою ідеологію, іноді навіть використовував термін «націонал-соціалізм». Хоч це той самий термін, який також використовував рух націонал-соціалізму в Німеччині, немає жодних доказів того, що використання цього терміну Коррадіні мало якесь суттєве значення та вплив.
У 1914 році АНІ почала схилятися у бік авторитарного націоналізму та створення корпоративної держави.  Така корпоративна держава має бути на чолі з корпоративними зборами, які будуть складатися з профспілок та організацій підприємців, а не з парламентом. Вони повинні були працювати в рамках потужного державного управління регулювання економічних відносин, запобігати класовій боротьбі і зробити Італію індустріальною державою, яка зможе конкурувати з передовими державами, а також створити власну імперію. 

## Склад партії
Більшість прихильників АНІ були багатими авторитарними націоналістами з яскраво вираженими правими поглядами, проте ліві націоналісти, які перебували в партії, вживали заходів для захисту та підтримки робітничого класу.

## Видатні члени партії
- Франческо Коппола
- Енріко Коррадіні
- Луїджі Федерцоні
- Роберто Форгес Даванцаті
- Еціо Марія Грей
- Мауріціо Маравілья
- Джованні Папіні
- Альфредо Рокко